# Filasterea
Filasterea é uma classe de protozoários aeróbicos e unicelulares aparentados com os animais e coanoflagelados. Possui uma única ordem, a Ministeriida, e duas famílias, Ministeriidae Cavalier-Smith e Capsasporidae Cavalier-Smith, cada uma com apenas um gênero (Ministeria e Capsaspora, respectivamente).